# Sakuraeolis enosimensis
Sakuraeolis enosimensis(Baba, 1930) è un mollusco nudibranchio della famiglia Facelinidae.